# Dallas Mavericks
A Dallas Mavericks (vagy csak egyszerűen Mavs) Dallas profi kosárlabdacsapata, amely az NBA-ben játszik. Ők nyerték a 2011-es döntőt, amely a csapat történetének első bajnoki címe volt.

## Története

### A kezdetek
A Chapparals franchise 1973-as távozása miatt profi kosárlabdacsapat nélkül maradó Dallasban 1979-ben merült fel egy új csapat megalapításának ötlete. A Don Carter helyi üzletember által alapított csapatra igent mondtak a liga vezetői, így az már az 1980–81-es szezonban bekerült az NBA középnyugati csoportjába. Bár az első meccsen meglepetésszerű győzelmet aratott a Mavericks, a szezonra nem tudták átvinni a formájukat, és kiábrándító 15–67-es mérleggel zárták az idényt.

### 80-as évek
A Mavericks sikeres draftjaival megkezdhette a felzárkózást, és folyamatosan fejlődött a '80-as évek első felében, így 1984-ben már első pozitív mérleggel zárt idényüket ünnepelhették (43–39). Ennek ellenére már 1983-ban is bejutottak a rájátszásban, ahol csak a második körben buktak el az Orlando Magic ellen. A Jay Vincent, Rolando Blackman, Brad Davis és James Donaldson vezetésével felálló Dallas teljesítménye szezonról szezonra javult, megszerezték első csoportgyőzelmüket, sőt 1987-ben egészen a nyugati döntőig jutottak, ahol azonban a Los Angeles Lakers megállította a texasiakat. Az 1988–89-es szezonra azonban összeomlott a gondosan felépített csapat, a sérülésekkel teli idényben nem jutottak a rájátszásba, negatív mérleggel zártak.

### 90-es évek
Bár a csapat 1990-ben visszatért a rájátszásba, a problémák tovább folytatódtak, és a következő három évben újra erősen negatív mérleggel zárt a Dallas.
A csapat visszaeséséért leginkább Tarpley edző letartóztatása, a kedvezőtlen játékoscserék és az éveken át húzódó sérülések voltak felelősek. A legrosszabb idényt 1994-ben zárták, mivel a Mavericks a liga történetének második legrosszabb mérlegét (11–71) mutatta, sőt beállították az NBA második legrosszabb vereségsorozatának negatív rekordját (20 sorozatos vereség). A padlón lévő gárda azonban az 1994–95-ös szezonban összeszedte magát, és a legjobb egy év alatti fejlődést mutatva újra bekerült a rájátszásba. A klasszis irányító Jason Kiddnek, és a rendkívül ponterős Jim Jackson és Jamal Mashburn párosnak köszönhető fejlődés azonban hamarosan megállt, és újra csapatépítésre volt szükség. Ennek megfelelően az 1996–97-es idényben teljesen átalakult a csapat, összesen 27 játékos lépett pályára a Dallas színeiben.

## Hazai csarnokok
- Reunion Arena (1980–2001)
- Moody Coliseum (1984 Rájátszás első kör 5. meccs)
- American Airlines Center (2001–napjainkig)

## Játékosok

### Jelentős játékosok
| - Mark Aguirre - Shawn Bradley - Sam Cassell - Cedric Ceballos - Erick Dampier - Adrian Dantley - Brad Davis - James Donaldson - Dale Ellis - Michael Finley - Chris Gatling - A. C. Green - Tim Hardaway - Derek Harper - Devin Harris - Josh Howard - Juwan Howard - Jim Jackson | - Antawn Jamison - Ronald "Popeye" Jones - Jason Kidd - Shawn Marion - Jamal Mashburn - George McCloud - Steve Nash - Dirk Nowitzki - Sam Perkins - Dennis Rodman - Detlef Schrempf - Roy Tarpley - Jason Terry - Gary Trent - Nick Van Exel - Jay Vincent - Antoine Walker |

### All-Star-játékosok
- Mark Aguirre
- Rolando Blackman
- Caron Butler
- James Donaldson
- Michael Finley
- Chris Gatling
- Josh Howard
- Jason Kidd
- Steve Nash
- Dirk Nowitzki
- Shawn Marion
- Luka Dončić

### Visszavonultatott mezek
- 15 Brad Davis, G, 1980–92
- 22 Rolando Blackman, G, 1981–92

## Vezetőedzők
| Év       | Edző           | Mérkőzések | Regular Season (W–L) | Post-Season (W–L) | Díjak                                                          |
| -------- | -------------- | ---------- | -------------------- | ----------------- | -------------------------------------------------------------- |
| 1980–81  | Dick Motta     | 82         | 15–67                |                   |                                                                |
| 1981–82  | Dick Motta     | 82         | 28–54                |                   |                                                                |
| 1982–83  | Dick Motta     | 82         | 38–44                |                   |                                                                |
| 1983–84  | Dick Motta     | 82         | 43–39                | 4–6               |                                                                |
| 1984–85  | Dick Motta     | 82         | 44–38                | 1–3               |                                                                |
| 1985–86  | Dick Motta     | 82         | 44–38                | 5–5               |                                                                |
| 1986–87  | Dick Motta     | 82         | 55–27                | 1–3               |                                                                |
| 1987–88  | John MacLeod   | 82         | 53–29                | 10–7              |                                                                |
| 1988–89  | John MacLeod   | 82         | 38–54                |                   |                                                                |
| 1989–90  | John MacLeod   | 11         | 5–6                  |                   |                                                                |
| 1989–90  | Richie Adubato | 71         | 42–29                | 0–3               |                                                                |
| 1990–91  | Richie Adubato | 82         | 28–54                |                   |                                                                |
| 1991–92  | Richie Adubato | 82         | 22–60                |                   |                                                                |
| 1992–93  | Richie Adubato | 29         | 2–27                 |                   |                                                                |
| 1992–93  | Gar Heard      | 53         | 9–44                 |                   |                                                                |
| 1993–94  | Quinn Buckner  | 82         | 13–69                |                   |                                                                |
| 1994–95  | Dick Motta     | 82         | 36–46                |                   |                                                                |
| 1995–96  | Dick Motta     | 82         | 26–56                |                   |                                                                |
| 1996–97  | Jim Cleamons   | 82         | 24–58                |                   |                                                                |
| 1997–98  | Jim Cleamons   | 16         | 4–12                 |                   |                                                                |
| 1997–98  | Don Nelson     | 66         | 16–50                |                   |                                                                |
| 1998–99  | Don Nelson     | 50         | 14–36                |                   |                                                                |
| 19992000 | Don Nelson     | 82         | 40–42                |                   |                                                                |
| 2000–01  | Don Nelson     | 82         | 53–29                | 4–6               |                                                                |
| 2001–02  | Don Nelson     | 82         | 57–25                | 4–4               | A Nyugati főcsoport edzője az All-Star-mérkőzésen              |
| 2002–03  | Don Nelson     | 82         | 60–22                | 10–10             |                                                                |
| 2003–04  | Don Nelson     | 82         | 52–30                | 1–4               |                                                                |
| 2004–05  | Don Nelson     | 64         | 42–22                |                   |                                                                |
| 2004–05  | Avery Johnson  | 18         | 16–2                 | 6–7               |                                                                |
| 2005–06  | Avery Johnson  | 82         | 60–22                | 14–9              | Az év edzője/A Nyugati főcsoport edzője az All-Star-mérkőzésen |
| 2006–07  | Avery Johnson  | 82         | 67–15                | 2–4               |                                                                |
| 2007–08  | Avery Johnson  | 82         | 51–31                | 1–4               |                                                                |
| 2008–09  | Rick Carlisle  | 82         | 50–32                |                   |                                                                |
| 2009–10  | Rick Carlisle  | 0          | 0–0*                 |                   |                                                                |